# 光前寺
光前寺（こうぜんじ）は、長野県駒ヶ根市赤穂にある天台宗の別格本山の寺院である。山号は宝積山（ほうしゃくさん）。院号は無動院。本尊は不動明王で秘仏。天台宗信濃五山（戸隠山の顕光寺・善光寺・更科八幡神宮寺・津金寺・光前寺）のひとつに数えられた。1967年（昭和42年）、庭園が国の名勝に指定された。また、霊犬早太郎説話でも知られている。

## 歴史
開基は、円仁の弟子本聖が比叡山を下りた後、太田切川の支流黒川の滝中から不動明王像を授かり、当地に寺を創建したと伝わるが、古記録は武田勝頼と織田信忠との戦いなど数々の罹災により失われた。貞観2年（860年）創建時は現在より200メートル木曽山脈寄りのところにあったとされる。天正慶長のころには武田氏、羽柴氏などの庇護を受け、また、佐久郡、諏訪郡にまでその寺領を広げた時期もあったという。江戸時代には、徳川家光から朱印地60石を受けた。明治に入り塔頭末寺の多くを廃されてしまった。

## 早太郎説話

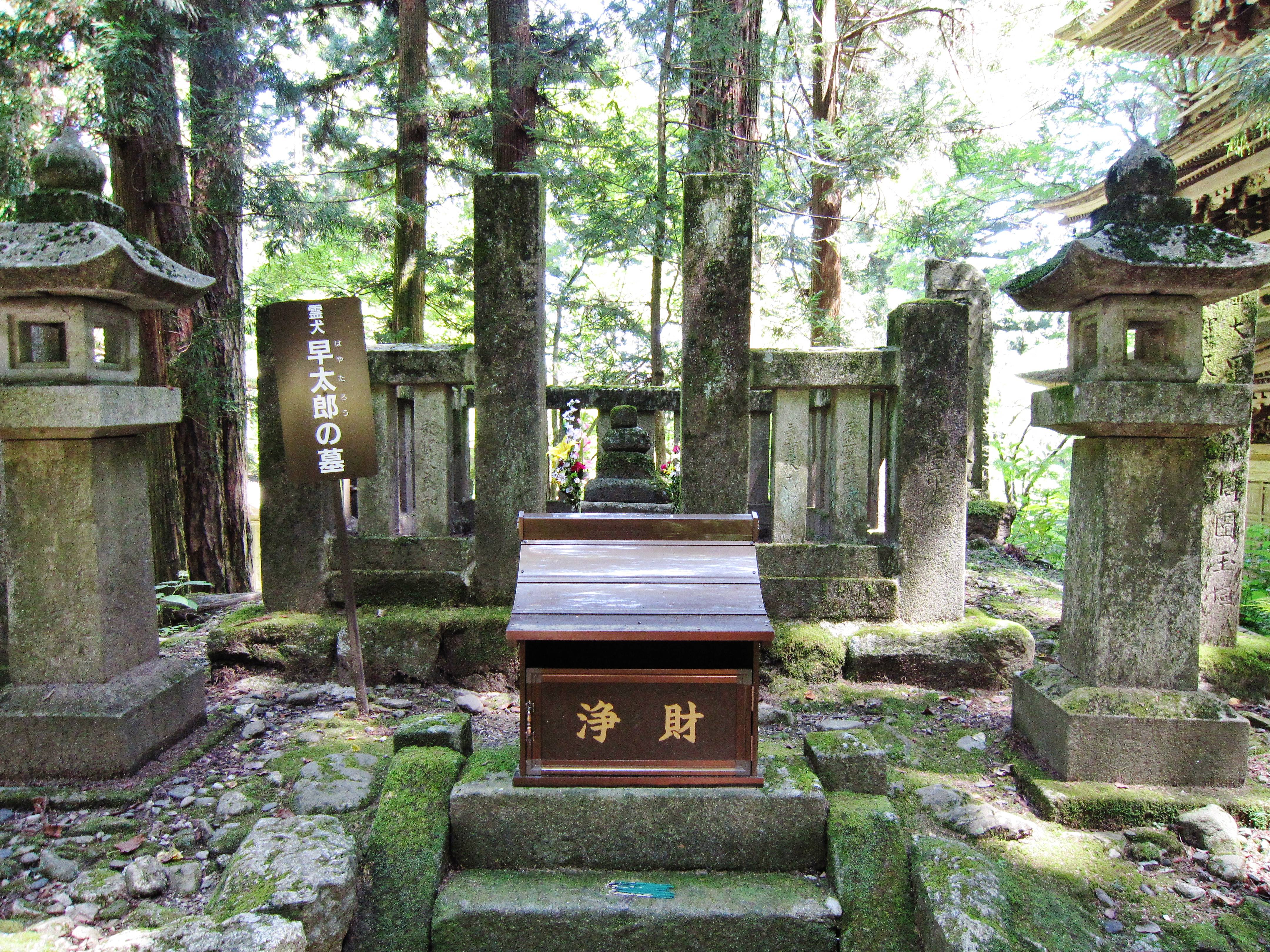
霊犬早太郎の墓

この説話は、当寺や、その他各地で語られているものであるが、その内容は類型的である。また、早太郎（）の名は、伝わる地方により異なり、遠江国では悉平太郎（しっぺいたろう）という。駒ヶ根でも、疾風太郎（しっぷうたろう）という別名が伝わっている。
昔、信濃の光前寺の床下で山犬が子犬を産んだ。光前寺の和尚は親子の山犬を手厚く世話してやった。やがて母犬は子犬達を連れて山に戻ったが、子犬のうちの1匹を寺に残していった。この子犬は早太郎というたいへん強い山犬となり光前寺で飼われた。ある時、光前寺の近くで怪物が現れて子供をさらおうとしたが、早太郎が駆け付けたため、怪物は逃げて行った。さて、その頃、信濃の南隣、遠江の見附村には、毎年、どこからともなく放たれた白羽の矢が立った家の娘を人身御供として神様に差し出さねばならぬ恐ろしい仕来りがあった。これを破ると田畑が荒らされ、村が困窮しきるため、村人は泣く泣く矢奈比売神社の祭りの夜に娘を棺に入れて差出し、これを鎮めていたのだ。
延慶元年（1308年）8月、この地を旅の僧侶が通りかかり、見附村の鎮守であるはずの神様がそのような悪行をなすはずがないと考え、祭りの夜にその正体を確かめようと神社に向かい身を潜めていた。すると、そこに現れたのは神様ではなく神を騙る恐ろしい怪物であり、その怪物が「信州の早太郎おるまいな、早太郎には知られるな」と言いながら娘をさらっていった。怪物が恐れる「信州の早太郎」に怪物退治を頼む他ないと考えた僧侶は、信濃へ行き、1年近くもの間に方々を探しまわった末、光前寺の早太郎を見つけ出し、事情を説明して和尚から早太郎を借受けた。僧侶と早太郎が見付村に辿り着いた時には既に8月に入り、その年も又、村のある家に白羽の矢が立っていた。僧侶は村人と相談し、早太郎を娘に代わって神社に差し出すことを承諾させた。そして次の祭りの日、早太郎は娘の身代わりとなって棺に潜み、現れた怪物と一夜にわたって激しく戦い、見事退治した。人身御供に差し出させた娘を毎年喰らっていた怪物の正体は歳を経た猿の化生「狒々」であった。
戦いで深い傷を負った早太郎は、光前寺までたどり着くと和尚にひと吠えして息をひきとったと言われている。
早太郎を借り受けた僧侶は、早太郎の供養のために大般若経を光前寺に奉納した。これは寺宝として経蔵に保管されている。また、本堂の横に早太郎の墓がまつられている。
この話は「猿神退治」として、まんが日本昔ばなしの昭和51年7月31日放送分でアニメ化されている。
遠江国見附村は、現在の静岡県磐田市見付である。この話が縁となり、 1967年（昭和42年）1月12日から駒ヶ根市と磐田市は友好都市関係となっている。

## 伽藍
光前寺は杉の林の中にあり、樹齢数百年の巨木も多い。蘭渓道隆式池泉庭園や築山式枯山水、築山式池泉庭園と三つの庭園があり、さらにはヒカリゴケが自生している。境内全域が、「光前寺庭園」の名で名勝に指定されている。
- 本堂 - 嘉永4年（1851年）に再建されたもの。

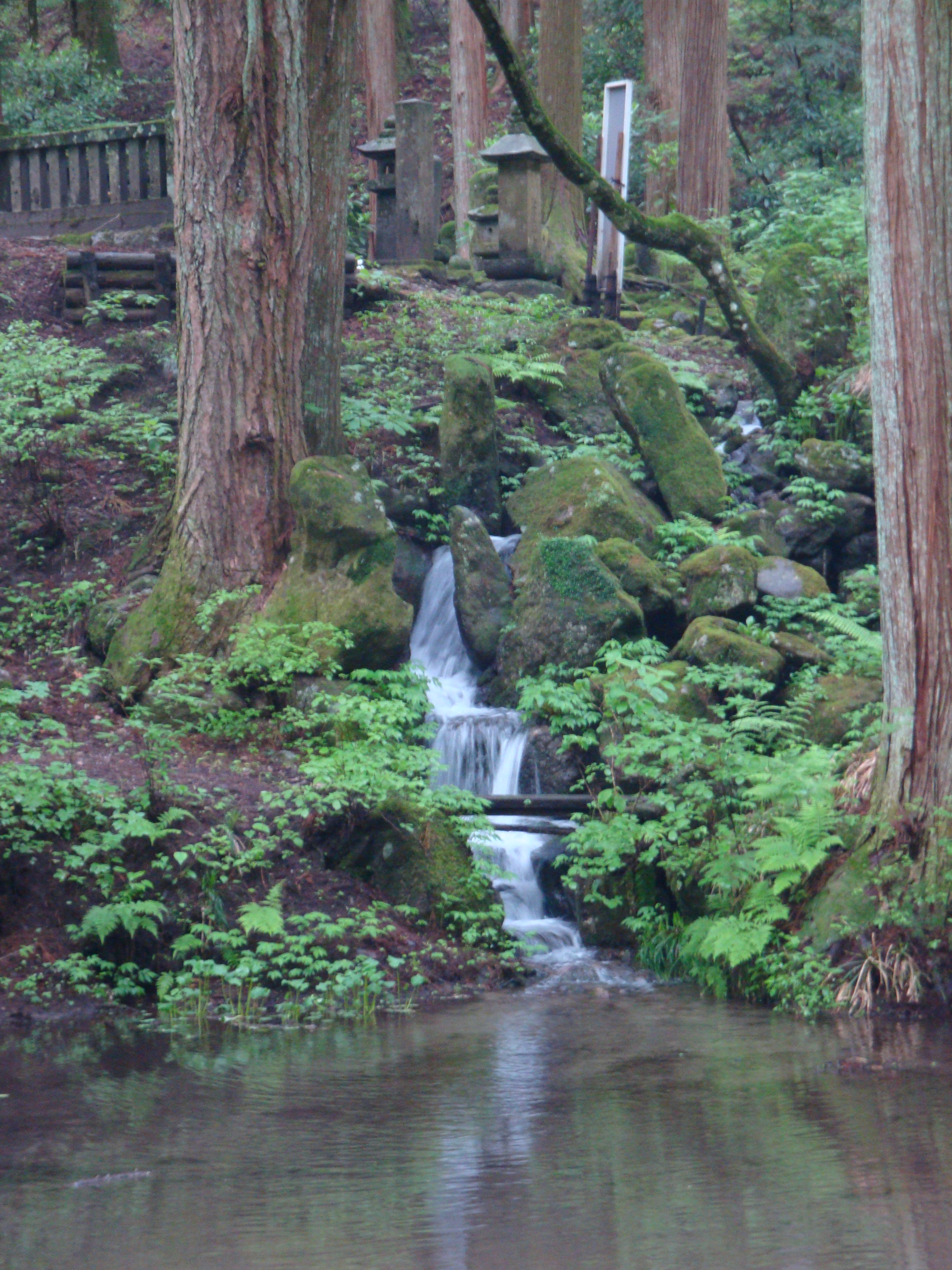
本堂前庭園

- 本堂前庭園三門 - 嘉永元年（1848年）に再建されたもの。上層に十六羅漢を祀る。
- 弁天堂 - 室町時代に建てられたもの。入母屋造。重要文化財。内部に弁財天と十五童子を安置する。
- 経蔵 - 享和2年（1802年）に建てられたもの。入母屋造妻入り、唐破風向拝付き。旅僧が奉納した大般若経が所蔵されている。
- 三重塔 - 文化5年（1808年）に再建された、約17メートルの塔。長野県宝（長野県指定有形文化財）。
- 仁王門 - 安置されている金剛力士（仁王）像は大永8年（1528年）に作られたもので、駒ヶ根市の有形文化財に指定されている。
- 賽の河原 - 三重塔南にある。30体以上の地蔵菩薩像が並ぶ。
- 本堂前庭園-蘭渓道隆式池泉庭園にて、鎌倉時代の作庭とされる。竜門瀑に鯉魚石を意匠した、滝石組であり、鯉魚石を滝の上部に意匠した庭は希少価値あり。[2]
- 客殿西部庭園-築山式池泉庭園にて、江戸時代初期の作庭とされる。西部の山畔に石組と滝組を行い、その下部に池泉を意匠してある。[3]

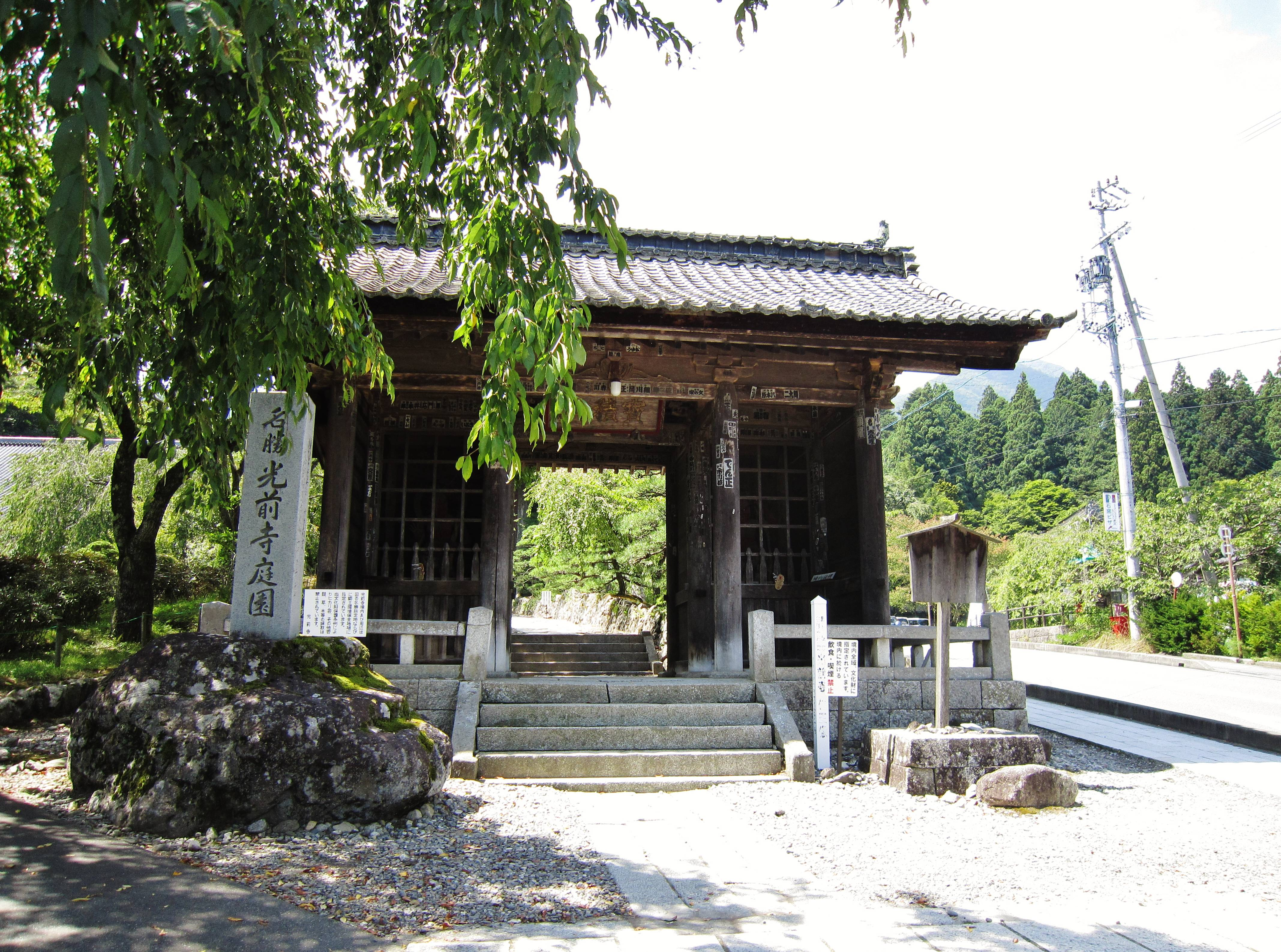
仁王門
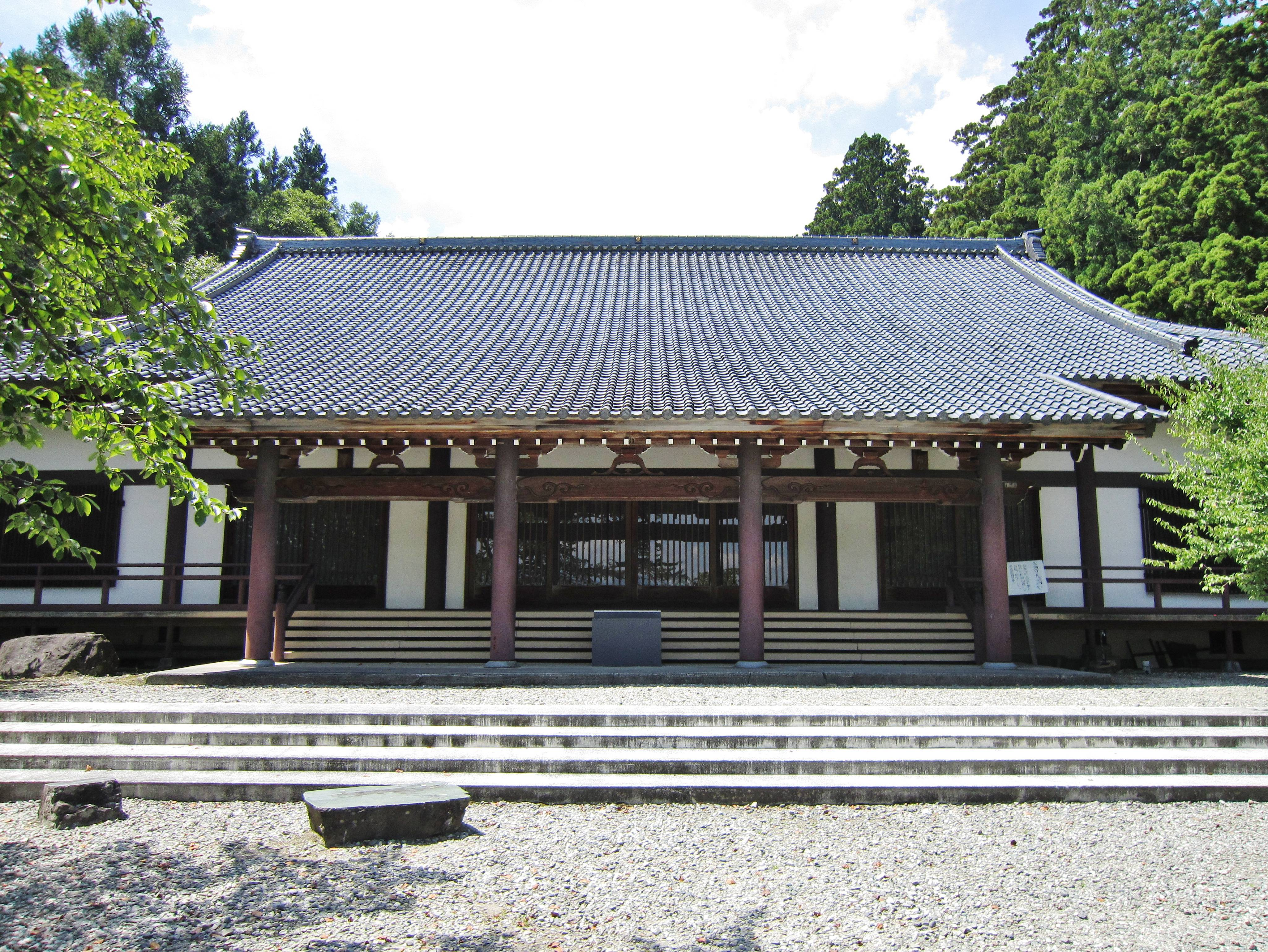
大講堂
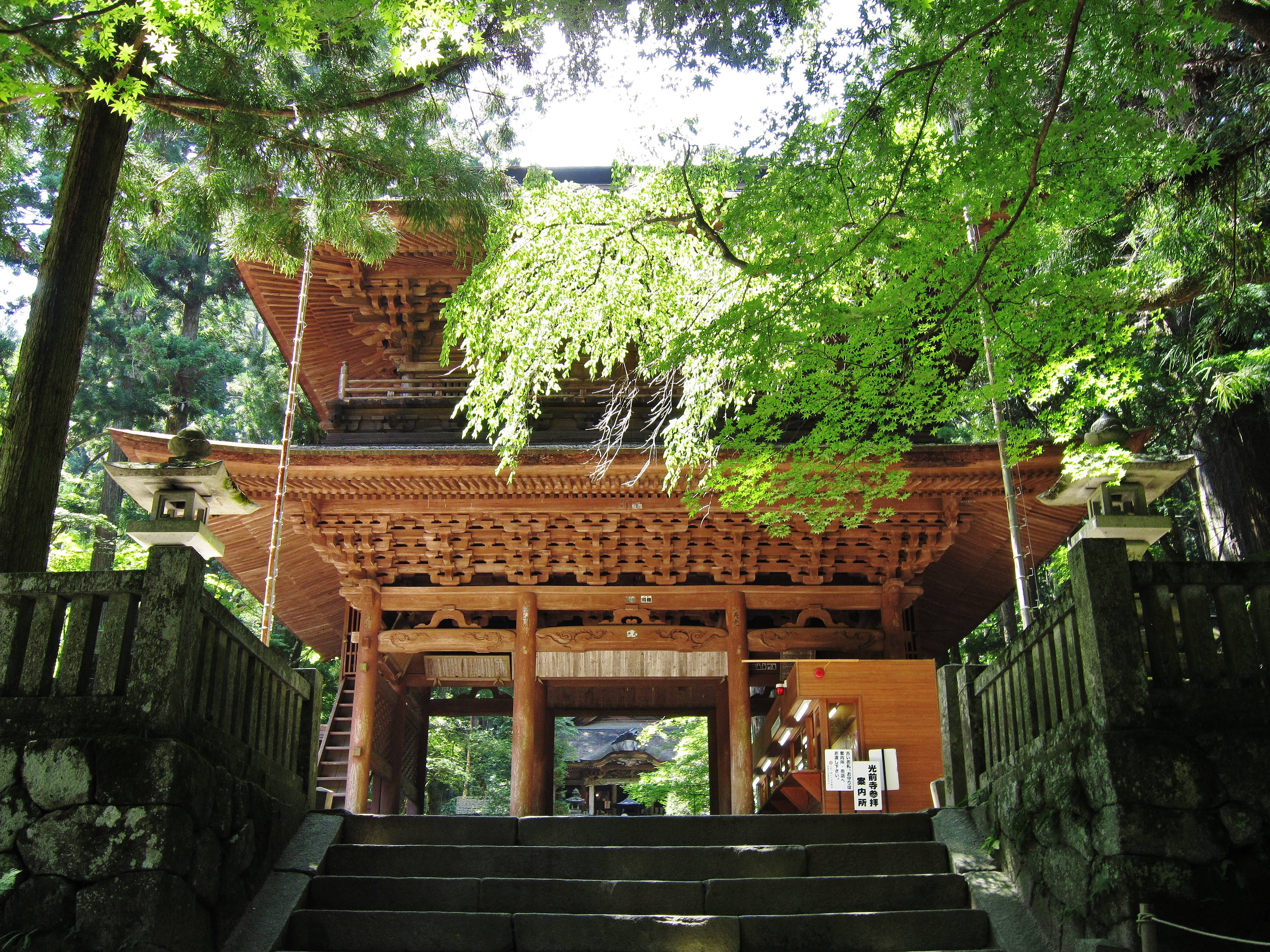
三門（仁王門側）
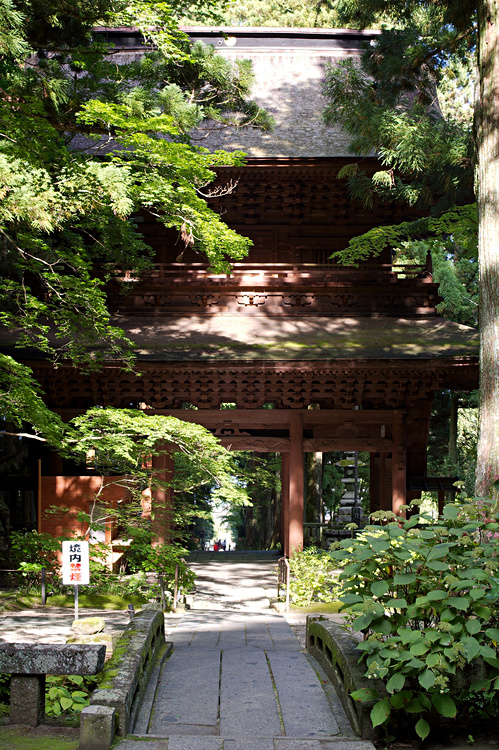
三門（本堂側）
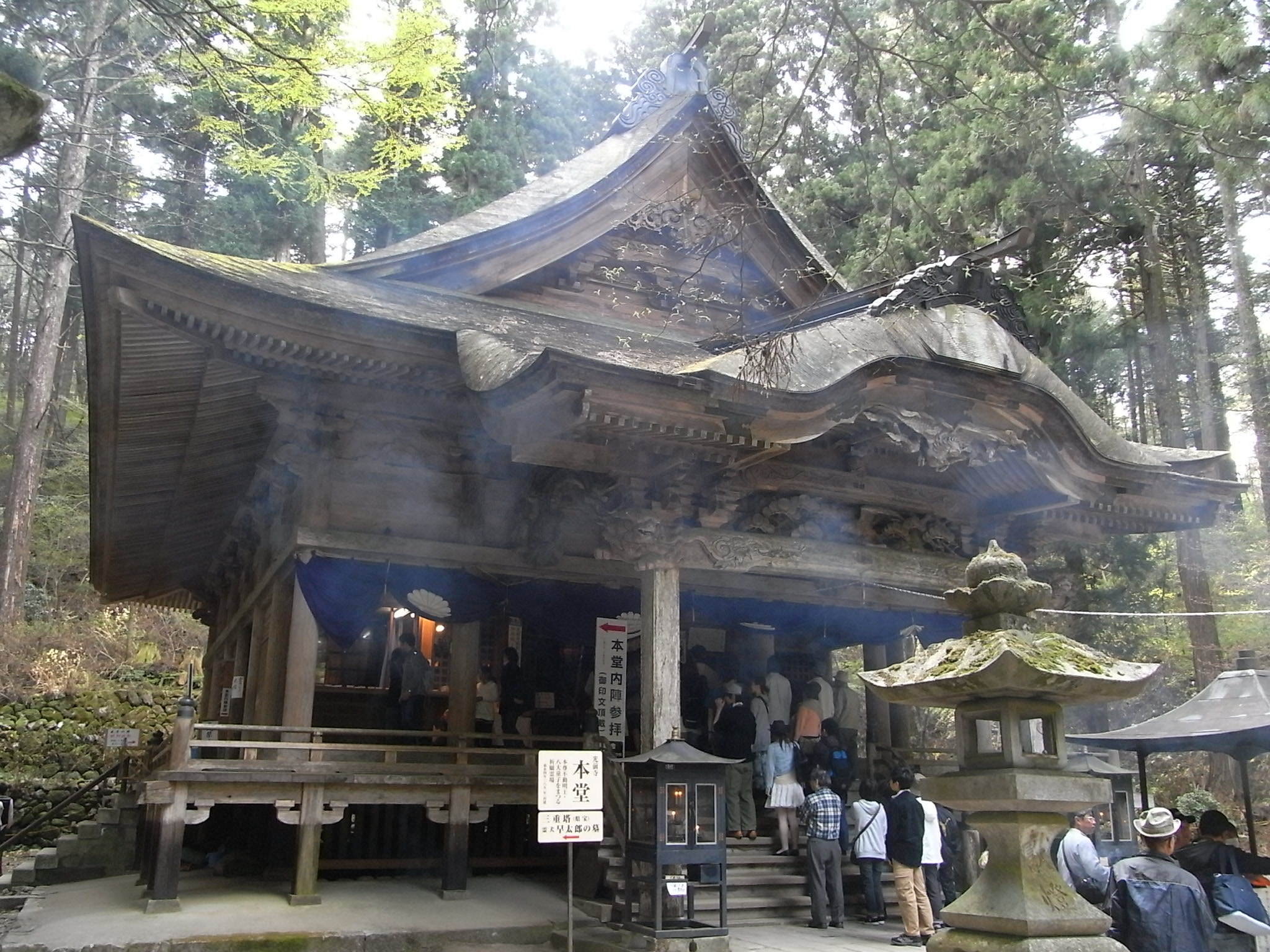
本堂
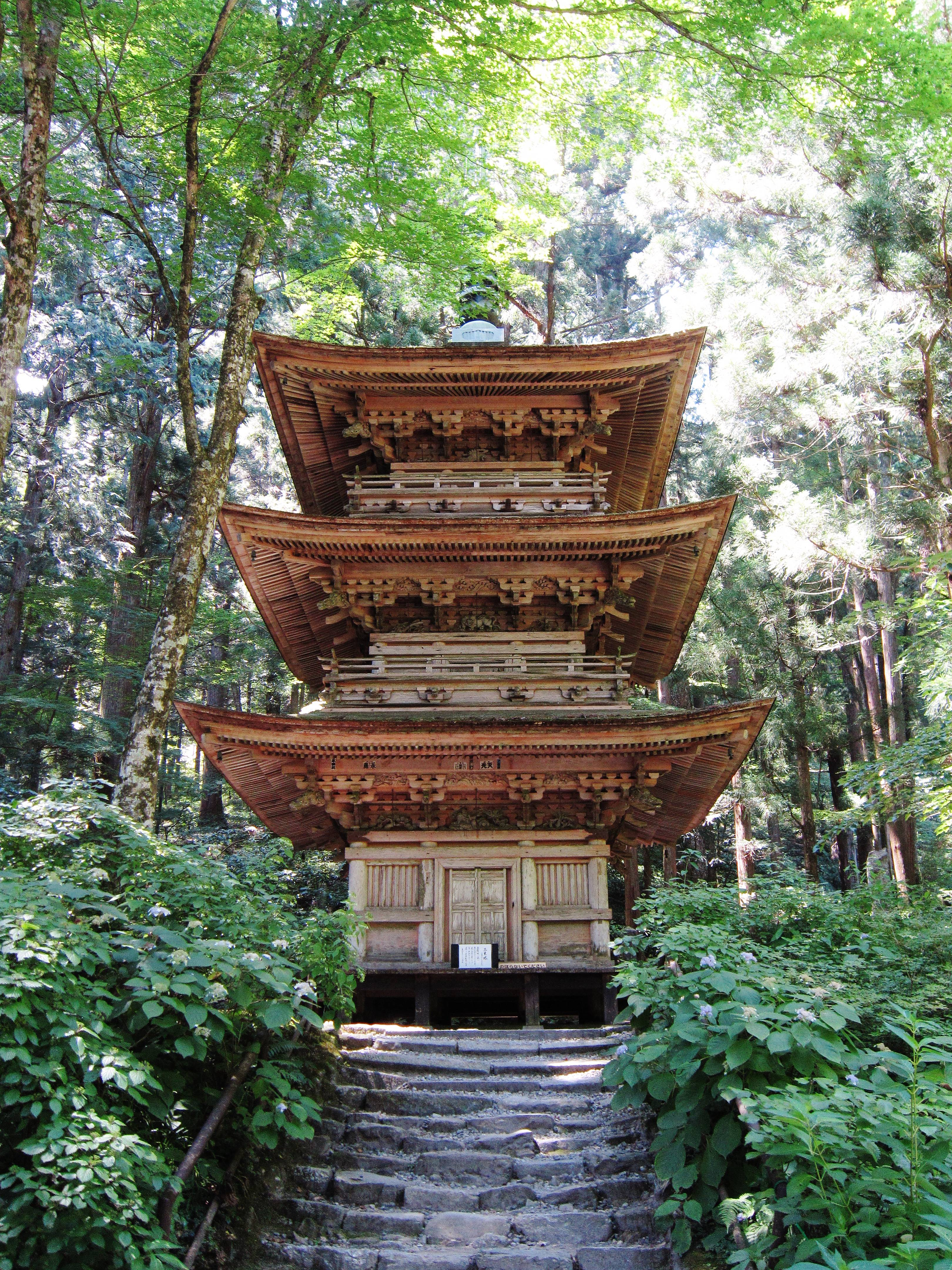
三重塔
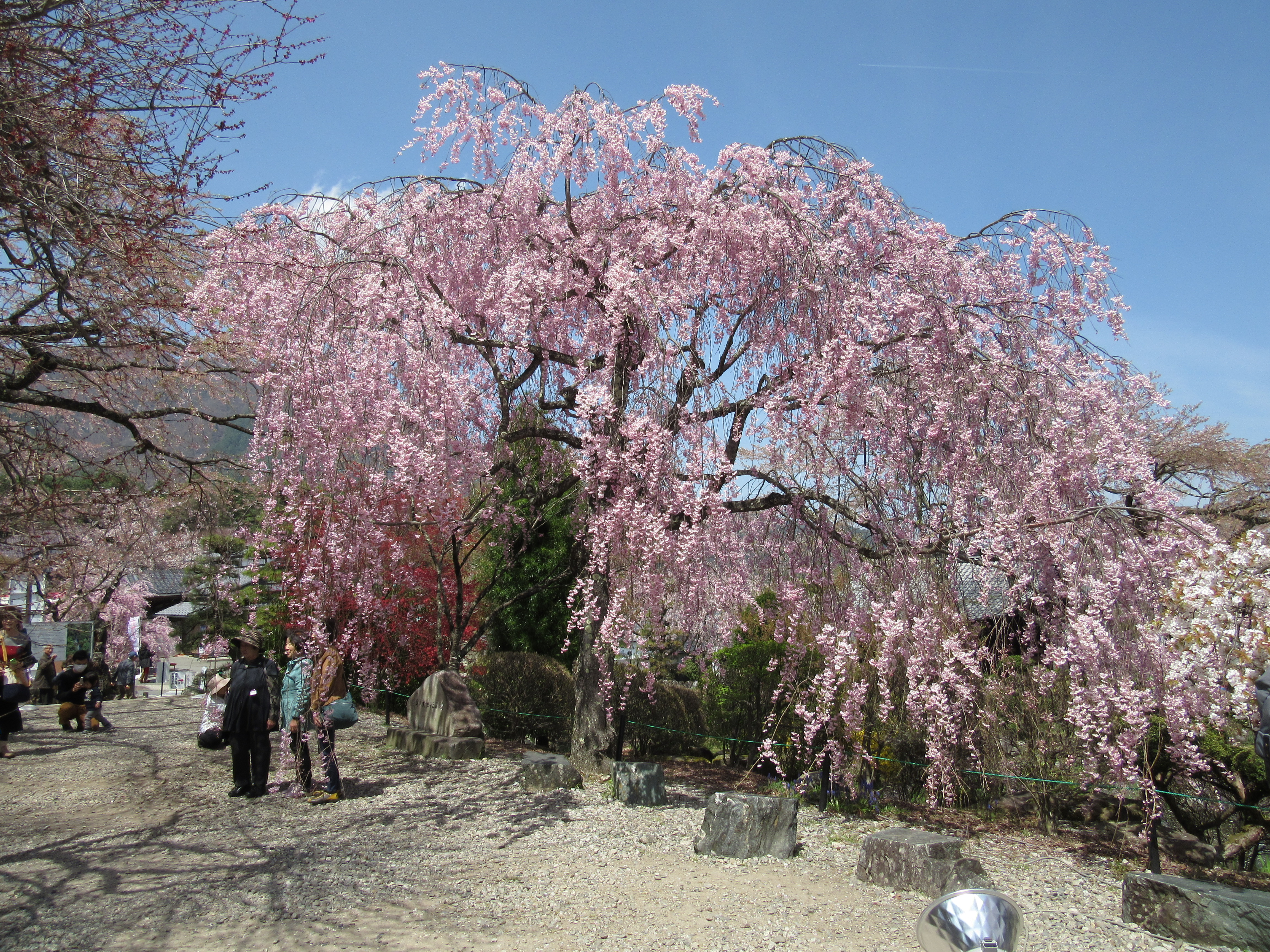
枝垂桜

## 年中行事
- 1月中旬 - 厄除祈願祭
- 1月28日 - 初不動
- 4月29日 - 例大祭

## アクセス
- JR飯田線駒ケ根駅下車。西方4km。
- JR駒ケ根駅より駒ケ岳ロープウェイ線バスで10分の切石公園下バス停から徒歩10分。
- 中央自動車道駒ヶ根インターチェンジより西方1.2km。